# Marija Stadnyk
Marija Vasylivna Stadnyk (in ucraino Марія Василівна Стадник?; Leopoli, 3 giugno 1988) è una lottatrice ucraina naturalizzata azera, specializzata nella lotta libera.

## Palmarès
- Olimpiadi

Pechino 2008: bronzo nei 48 kg.
Londra 2012: argento nei 48 kg.
Rio de Janeiro 2016: argento nei 48 kg.
- Mondiali

Herning 2009: oro nei 48 kg.
Istanbul 2011: argento nei 48 kg.
Tashkent 2014: bronzo nei 48 kg.
Las Vegas 2015: argento nei 48 kg.
Budapest 2018: argento nei 50 kg.
Nur-Sultan 2019: oro nei 50 kg.
- Europei

Tampere 2008: oro nei 48 kg.
Vilnius 2009: oro nei 48 kg.
Dortmund 2011: oro nei 48 kg.
Vantaa 2014: oro nei 48 kg.
Riga 2016: oro nei 48 kg.
Novi Sad 2017: oro nei 48 kg.
Kaspijsk 2018: oro nei 50 kg.
- Giochi europei

Baku 2015: oro nei 48 kg.
Minsk 2019: oro nei 48 kg.